# Карлос Арвело Гевара
Карлос Арвело Гевара (исп. Carlos Arvelo Guevara; 1 июня 1784, Гюйгюе, Карабобо — 17 октября 1862, Майкетия, Венесуэла) — венесуэльский врач, политик, сенатор и государственный советник (1849—1859). Первый военный врач Венесуэлы, сыграл важную роль в создании служб здравоохранения в своей стране. Участник войны за независимость Венесуэлы.

## Биография
Окончил Королевский и Папский университет Каракаса. В 1810 году получил степень доктора медицины.
Принимал участие в борьбе с эпидемией лихорадки в Арагуа.
С 1810 года участвовал в войне за независимость испанских колоний в Америке. Вступил в патриотическую армию, боровшуюся против испанского колониального господства, приведшую к независимости Венесуэлы от Испании. Служил капитаном-хирургом, а позже стал директором военного госпиталя Каракаса (1811). Участвовал в сражениях при Вигириме, Ла-Виктории и Сан-Матео, получил серьёзное пулевое ранение в грудную клетку, что заставило его уйти с военной службы.
В 1813 году Симон Боливар назначил его главным хирургом венесуэльской армии, а позже главным хирургом страны. До обретения Венесуэлой независимости в 1821 году практиковал как хирург в Каракасе.
После чего был профессором Центрального университета Венесуэлы, участвовал в создании там медицинского факультета. Участник проекта реформирования Королевского и Папского университета Каракаса (1822). В 1827 году Арвело Гевара был назначен директором кафедры внутренней патологии и терапии университета. С 1834 года — вице-президент Центрального университета Венесуэлы. В течение двадцати лет занимал кафедру практической и внутренней медицины.
Соучредитель Общества здравоохранения Венесуэлы (1822). В 1852 году руководил экспериментальными исследованиями по лечению кори во время эпидемии, разразившейся в Венесуэле.
Член Совета по отмене рабства (1855).
16 декабря 1942 года его останки были перенесены в Национальный пантеон Венесуэлы.

## Память
- В его честь назван муниципалитет Карлос-Арвело в штате Карабобо и военный госпиталь в Каракасе.
- В 1964 году почта Венесуэлы выпустила марку, посвящённую Карлосу Арвело Геваре.